# Kampfmittelbeseitigung

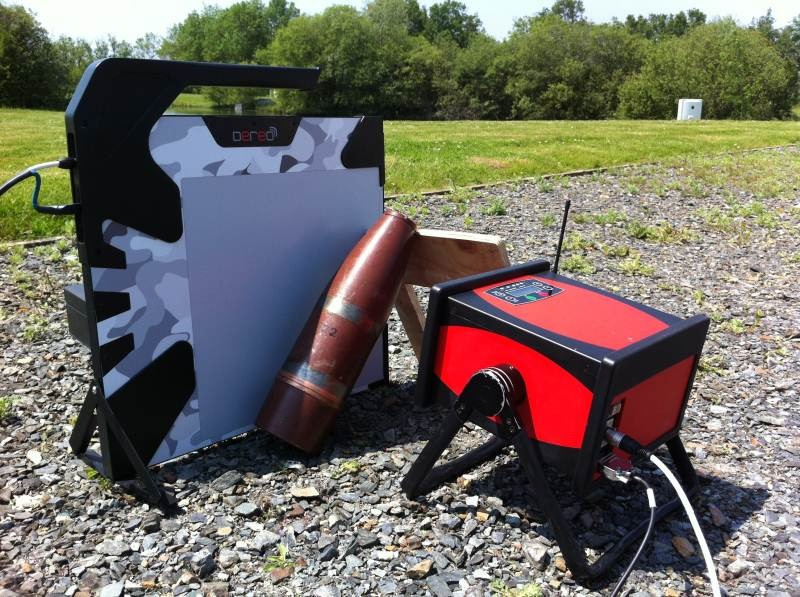
Untersuchung einer Granate mit Röntgenstrahlung

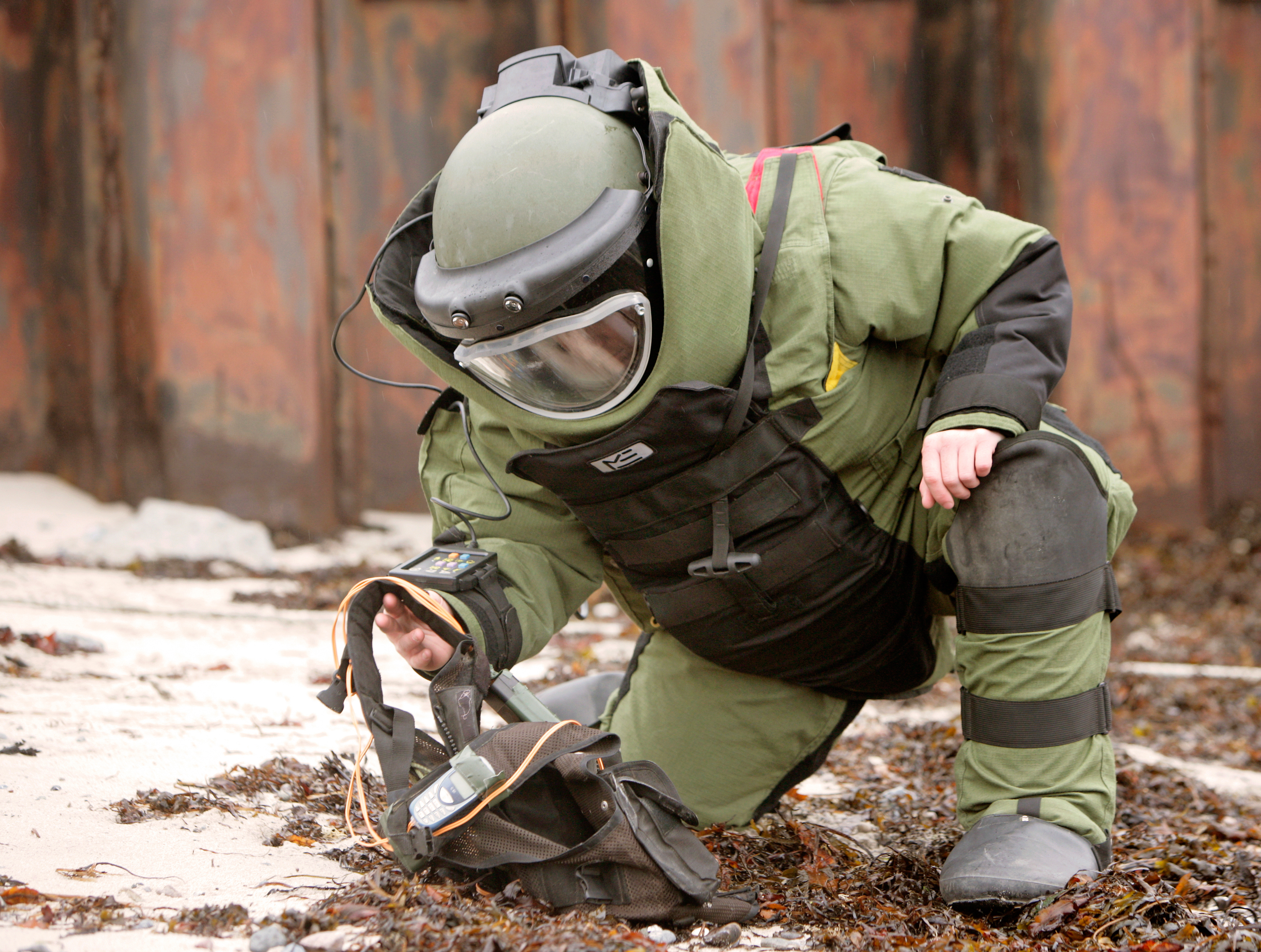
Untersuchung einer verdächtigten Weste auf Sprengstoff bei einer Übung; der Soldat trägt einen speziellen Bombenschutzanzug

Kampfmittelbeseitigung ist die Beseitigung von Kampfmitteln und sonstigen Hinterlassenschaften kriegerischer Auseinandersetzungen und somit der von ihnen ausgehenden Gefahr.
In Deutschland erfolgt die Kampfmittelbeseitigung in zwei voneinander relativ unabhängigen Bereichen: zivile Kampfmittelbeseitigung und militärische Kampfmittelbeseitigung.
In Österreich betreibt das Bundeskriminalamt einen Entschärfungsdienst und das Bundesministerium für Landesverteidigung einen Entminungsdienst.

## Zivile Kampfmittelbeseitigung

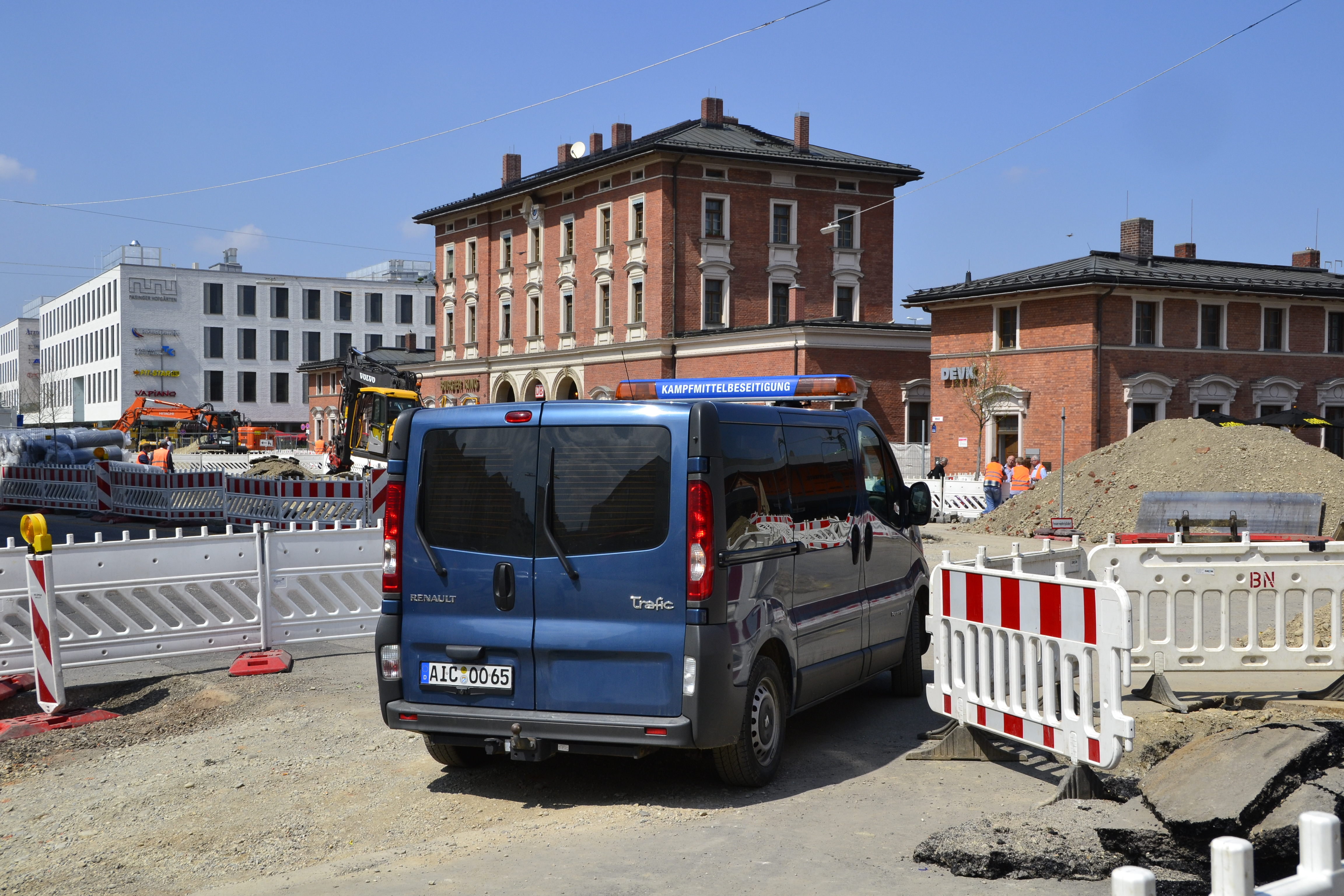
Kampfmittelbeseitigung in Pasing, nachdem eine Fliegerbombe aus dem Zweiten Weltkrieg gefunden wurde (2013)

Aufgrund der Situation nach dem Zweiten Weltkrieg (alle militärischen und staatlichen Organisationen, die während des Krieges Kampfmittel beseitigt hatten, waren aufgelöst worden) wurde die Kampfmittelbeseitigung als Gefahrenabwehrmaßnahme zunächst durch die alliierten Besatzungsmächte, später unter ihrer Kontrolle und ab ca. 1950 durch Dienste der einzelnen Bundesländer durchgeführt. Hierbei hatte jedes Bundesland in der Bundesrepublik einen eigenen Kampfmittelräumdienst, in der DDR gab es einen staatlichen Munitionsbergungsdienst, der territorial aufgeteilt für die einzelnen Bereiche zuständig war (heute hat wiederum jedes Bundesland seine eigene Kampfmittelbeseitigungsstruktur).
Die zivile Kampfmittelbeseitigung in Deutschland ist eine Aufgabe zur Sicherung der öffentlichen Sicherheit und Ordnung, daher ist üblicherweise in jedem Bundesland eine entsprechende „Kampfmittelverordnung“ erlassen worden. Die baufachlichen Richtlinien Kampfmittelräumung des Bundes definiert Kampfmittel als gewahrsamslos gewordene, zur Kriegsführung bestimmte Gegenstände und Stoffe militärischer Herkunft und Teile solcher Gegenstände, die 
- chemische Kampf-, Nebel-, Brand- oder Reizstoffe oder Rückstände dieser Stoffe enthalten,
- Explosivstoffe oder Rückstände dieser Stoffe enthalten oder aus Explosivstoffen oder deren Rückständen bestehen oder
- Kriegswaffen oder wesentliche Teile von Kriegswaffen sind.

Im Unterschied hierzu ist z. B. die Vernichtung überzähliger Lagerbestände an Munition keine Kampfmittelbeseitigung.
Der komplette Bereich der Kampfmittelbeseitigung umfasst viel mehr als nur die immer wieder in den Medien dargestellten Entschärfungen von Bombenblindgängern:
Zunächst ist eine historische Erkundung erforderlich, um festzustellen, ob in einem betroffenen Gebiet Hinweise zu einer Belastung mit Kampfmitteln vorliegen. Diese Erkundung erfolgt üblicherweise auf der Grundlage von Archivalien (z. B. Berichten über Kampfhandlungen, Bombardierungen, Berichte von früheren Kampfmittelfunden etc.). Als Hilfsmittel hat sich auch die Auswertung von Luftbildern bewährt, die vor, während und nach Bombenangriffen gemacht wurden. Gegebenenfalls können auch Untersuchungen vor Ort erforderlich werden, um die aus den Recherchen ermittelten Daten zu konkretisieren.
Falls die Bewertung der Ergebnisse als Gefährdungsabschätzung dazu führt, dass die Fläche von Kampfmitteln beräumt werden soll, muss – in Abhängigkeit von den Parametern der Fläche, den zu erwartenden Kampfmitteln und ggf. der vorgesehenen Nutzung – ein Räumkonzept erarbeitet werden. Dieses muss z. B. die mögliche Tiefenlage der Kampfmittel berücksichtigen (Bombenblindgänger liegen tiefer als z. B. von kapitulierenden Soldaten weggeworfene Panzerfäuste), die Boden- und Grundwasserverhältnisse usw.

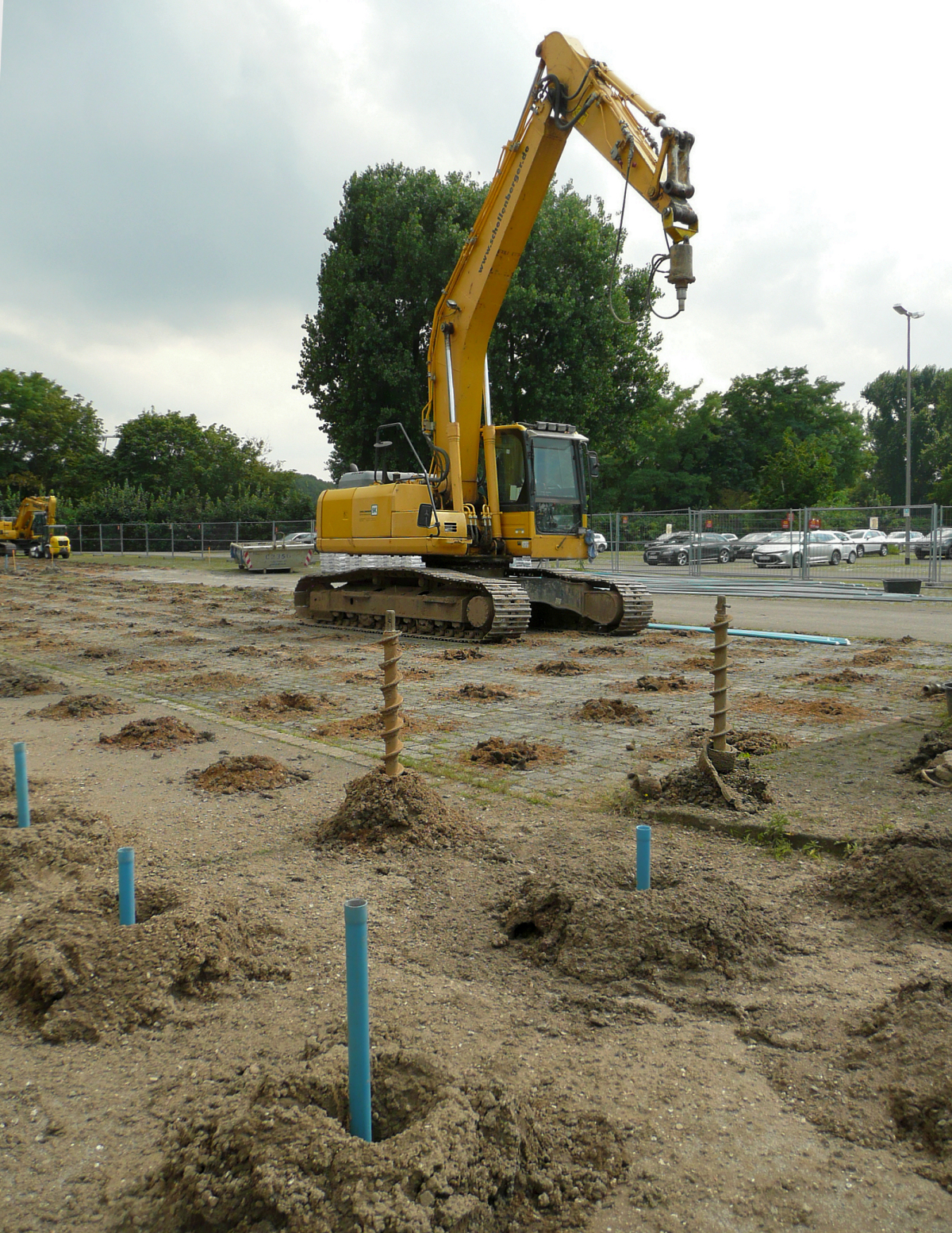
Flächensondierung

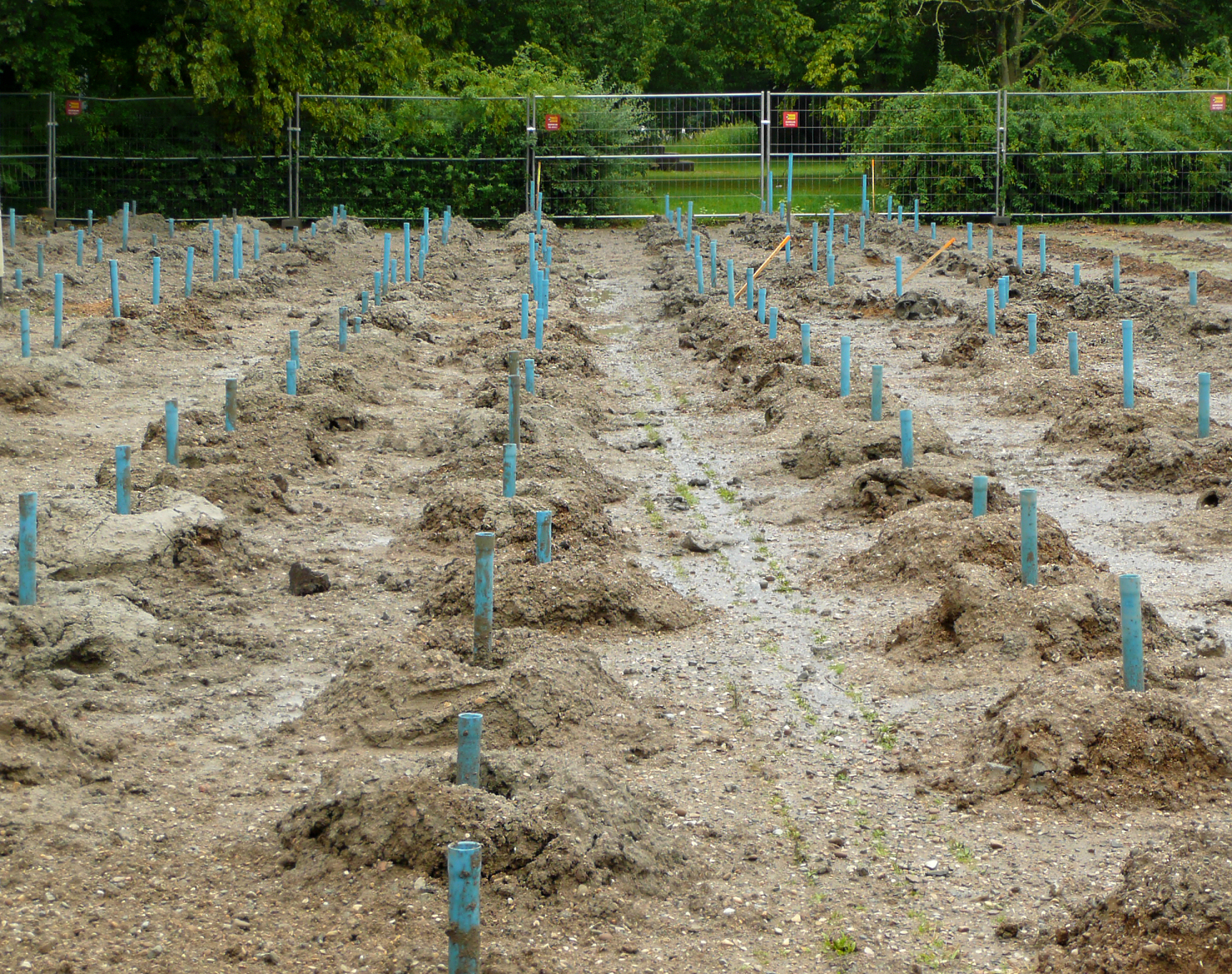
Detailaufnahme

Die eigentliche Kampfmittelräumung einer Fläche wird üblicherweise durch Sondieren der gesamten Fläche mit entsprechenden geophysikalischen Detektoren (z. B. Differential- oder Absolut-Magnetometer, elektromagnetische Aktivsuchgeräte, Bodenradar etc.) durchgeführt. Hierbei festgestellte Anomalien im Erdmagnetfeld oder im Boden, die möglicherweise Kampfmittel sein können, werden freigelegt, identifiziert und geborgen, falls sie handhabungsfähig sind. Falls das aufgefundene Kampfmittel nicht handhabungsfähig ist, muss es „entschärft“ werden oder, falls das nicht möglich ist, noch an der Fundstelle durch eine gezielte Sprengung zerstört oder unschädlich gemacht werden. Die Vorgehensweise bei der Entschärfung richtet sich nach der Art des Kampfmittels und seines Zustands – genaue Informationen dazu werden üblicherweise nicht veröffentlicht, damit Laien nicht auf den irrigen Gedanken verfallen, eine Entschärfung leicht selbst vornehmen zu können.
Die geborgenen Kampfmittel werden gesammelt und zu einem Zwischenlager transportiert, um hier zerlegt und vernichtet zu werden. Die Vernichtung kann durch gezielte Sprengungen sowie durch thermische Vernichtung, d. h. durch Ausbrennen des Sprengstoffes erfolgen. Die unschädlichen Hüllen der Kampfmittel (überwiegend Stahlhüllen) können dem Schrott zur weiteren Verwertung zugeführt werden.
Die o. a. geschilderten einzelnen Schritte der Kampfmittelbeseitigung erfolgen üblicherweise in einer Aufgabenteilung zwischen staatlichen Diensten und beauftragten privaten Fachfirmen: Während Erkundung und Gefährdungsabschätzung als staatliche Aufgabe meist durch die staatlichen Stellen durchgeführt wird, erfolgt die eigentliche Beräumung heute überwiegend durch private Fachfirmen. Der Abtransport und die Vernichtung ist wiederum Sache der staatlichen Stellen.
Die Finanzierung der zivilen Kampfmittelbeseitigung teilt sich auf zwischen dem Grundstückseigentümer, dem Bundesland und dem Bund. Während die vorsorgliche Absuche eines Baugrundstückes z. B. vom Bauherrn zu tragen ist, übernimmt das Land die Maßnahmen der Gefahrenabwehr (Entschärfung, Abtransport und Vernichtung). Der Bund beteiligt sich in den Fällen an den Kosten, in denen die Gefahr von ehemals reichseigenen Kampfmitteln ausgeht.
Allerdings hat aufgrund der föderalistischen Struktur jedes Bundesland hierzu seine eigenen Regeln bezüglich der Finanzierungsgrundsätze.
Bei dem Niedersächsischen Landesamt für Bau und Liegenschaften ist die Leitstelle des Bundes für Kampfmittelräumung angesiedelt. Ihre Aufgaben sind:
- baufachliche Beratung aller Bauverwaltungen der Länder und Liegenschaftsverwaltungen des Bundes auf Anforderung bei der Aufstellung von objektbezogenen Fachkonzepten und Verhandlungen mit Genehmigungsbehörden durch eigene, vom Bund ernannte Sachverständige,[3]
- Entwicklung von DV-Konzepten zur Datenerfassung, -führung und -nutzung; Zusammenführen von Fachdaten aus den Ländern in zentralen Datenbanken für die übergreifende Nutzung einschließlich der Qualitätskontrolle der Daten sowie
- Qualitätsmanagement durch organisatorische und methodische Verfahrensbeschreibungen; Erstellen von Arbeitshilfen, Handlungsanleitungen und Handlungsanweisungen; Durchführen von Schulungen für die Bauverwaltungen der Länder und Liegenschaftsverwaltungen.

## Militärische Kampfmittelabwehr

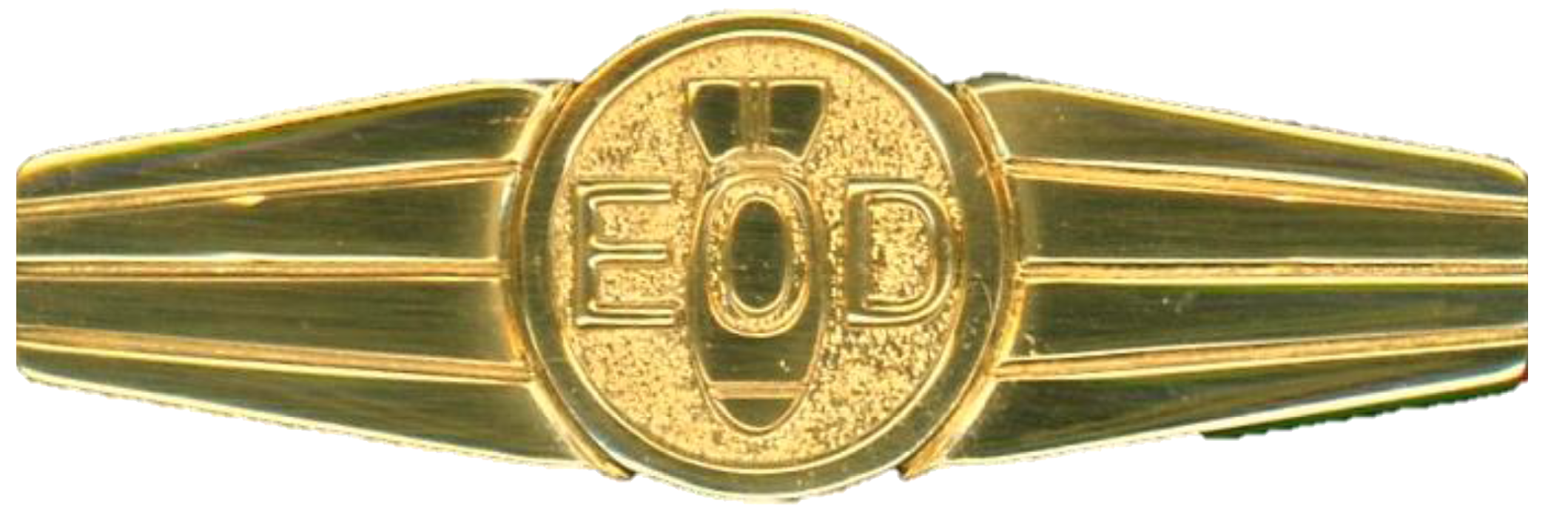
Tätigkeitsabzeichen für Soldaten der Bundeswehr im Kampfmittelräumdienst

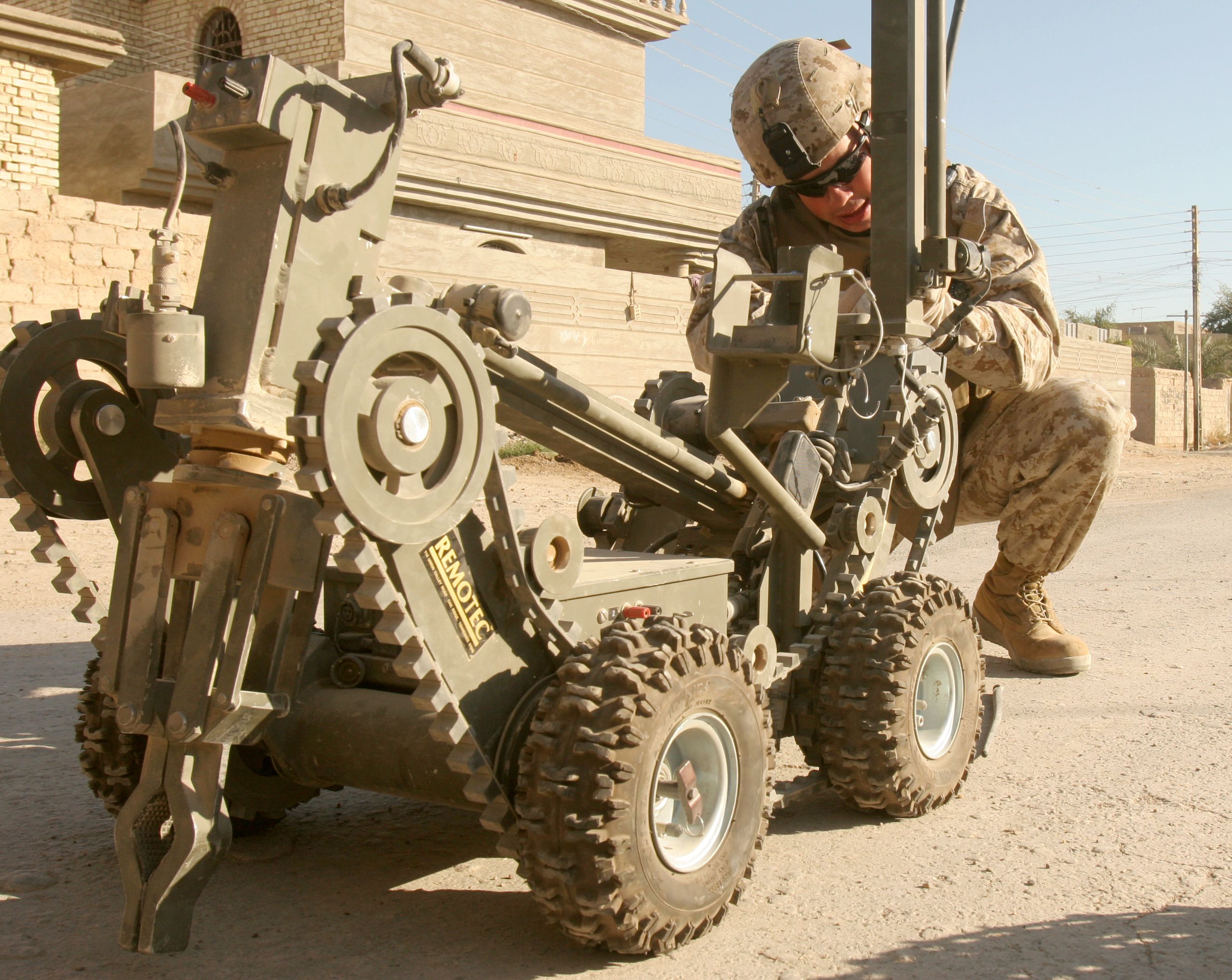
Detonator der US-Marines

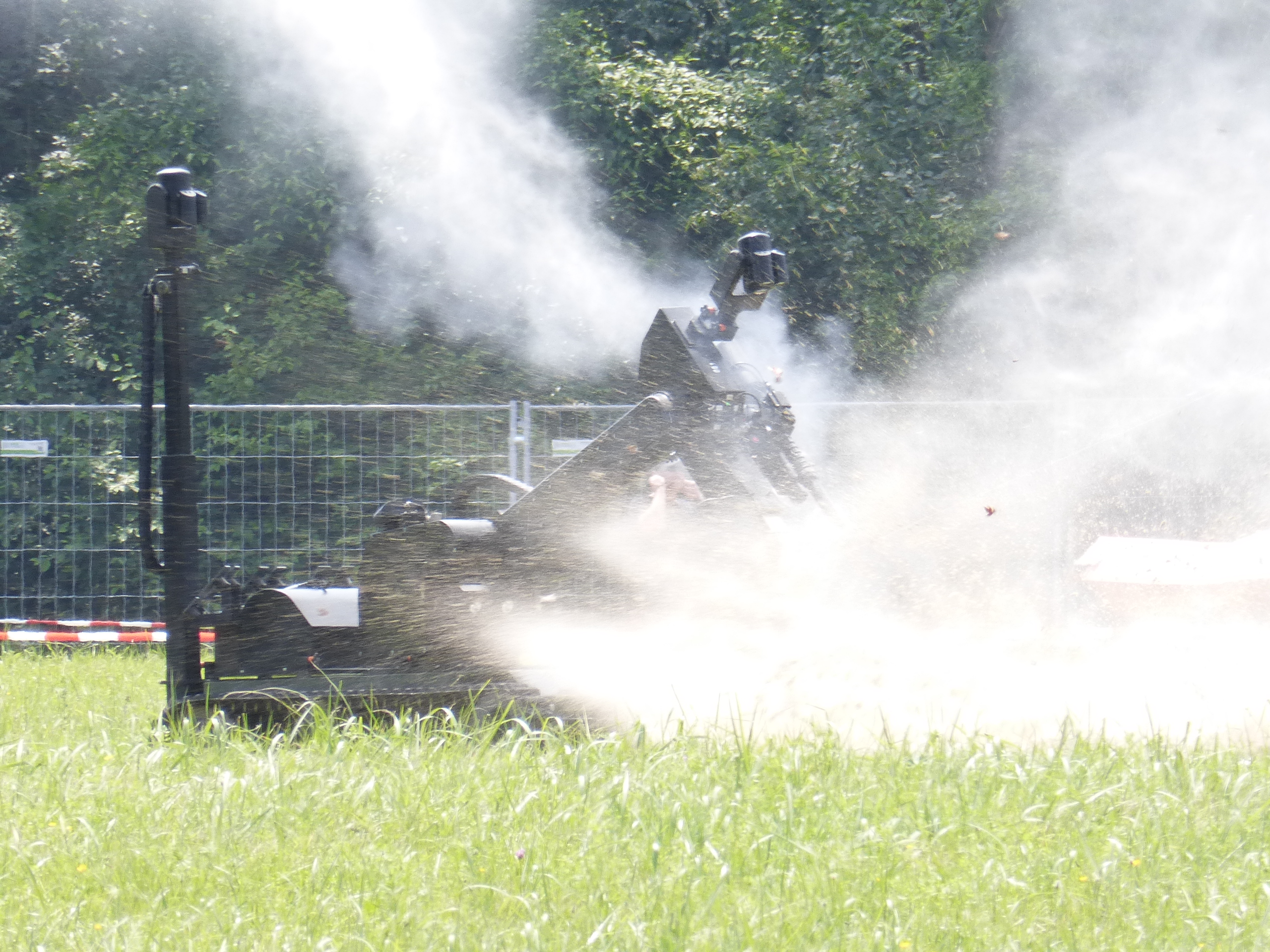
Minenentschärfroboter tEODor der Bundeswehr beim Zerstören einer simulierten Sprengfalle

Der zivile Begriff Kampfmittelbeseitigung entspricht dem militärischen Begriff Kampfmittelabwehr, die in der Bundeswehr eine Unterstützungsaufgabe ist. Sie umfasst alle Maßnahmen gegen Gefährdungen durch nicht explodierte Kampfmittel und trägt so dazu bei, die Einsatzbereitschaft im gesamten Aufgabenspektrum zu gewährleisten. Die Befähigung zur Kampfmittelabwehr wird sichergestellt, indem vornehmlich Spezialisten bzw. spezielle Kräfte zusammenwirken sowie besondere Mittel, Verfahren und Maßnahmen angewendet werden. Die Kampfmittelabwehrschule in Stetten am kalten Markt ist die zentrale Ausbildungseinrichtung der Bundeswehr für Kampfmittelabwehr.
Bei der Kampfmittelabwehr wurde zwischen Kampfmittelräumung und Kampfmittelbeseitigung unterschieden, mittlerweile ist dies zusammengefasst als Kampfmittelabwehr (KpfmAbw) Leicht/Mittel oder Kampfmittelabwehr Schwer in der Pioniertruppe. Wobei die KpfmAbw L/M der Kampfmittelbeseitigung ähnelt und die KpfmAbw S der Kampfmittelräumung:

### Kampfmittelräumung
Sie erfolgt durch Spezialisten bzw. spezielle Kräfte der Streitkräfte und ist das Wegschaffen oder Unschädlichmachen bestimmter Kampfmittel mit eingeführten Mitteln und Verfahren der Pioniertruppe und umfasst die Erkundung, das Suchen, die Identifizierung und/oder das Vernichten bestimmter Kampfmittel durch Sprengverfahren bzw. Minenräumverfahren.
Kampfmittelräumung erfolgt in der Regel im Rahmen des Gefechts der verbundenen Waffen bzw. des Einsatzes der verbundenen Kräfte, um die Bewegungen eigener Kräfte zu fördern sowie Einsatzvoraussetzungen zu schaffen. Sekundärschäden können dabei in Kauf genommen werden.

### Kampfmittelbeseitigung
Kampfmittelbeseitigung erfolgt durch Spezialisten bzw. spezielle Kräfte der Bundeswehr. Es ist das umfassende Unschädlichmachen aller Kampfmittel mit sämtlichen eingeführten sowie modifizierten Verfahren und Mitteln und schließt das Beseitigen behelfsmäßiger Sprengvorrichtungen ein. Sie umfasst die unterschiedlichen Verfahren der Erkundung, die Identifizierung, die Feldauswertung, das Unschädlichmachen, Bergen und die endgültige Beseitigung von nicht explodierten Kampfmitteln. Sie kann sich ebenfalls auf das Unschädlichmachen und/oder die Beseitigung von Kampfmitteln erstrecken, die infolge von Beschädigungen oder Mängeln nicht mehr handhabungs- oder transportsicher sind. Sekundärschäden sollen dabei grundsätzlich vermieden werden.
Der Unterschied ist insbesondere in den Auswirkungen auf die Umgebung („Sekundärschäden“) zu sehen: Während bei der Kampfmittelräumung etwa durch einen Minenräumpanzer die taktischen Belange im Vordergrund stehen und Schäden in der Umgebung in Kauf genommen werden (der Bombenblindgänger wird weggesprengt), will die Kampfmittelbeseitigung derartige Schäden grundsätzlich vermeiden (Bombenblindgänger wird entschärft).
Die englischsprachige Abkürzung ist EOD (Explosive Ordnance Disposal) sowie IEDD (Improvised Explosive Device Disposal) = Beseitigung improvisierter Kampfmittel. EOR (Explosive Ordnance Reconnaissance) ist die Aufklärung von Kampfmitteln durch die Truppe und Spezialkräfte. Diese Bezeichnungen werden auch durch die Bundeswehr innerhalb des Einsatzes der NATO benutzt.
Bei der Marine sind die Minentaucher der Minentaucherkompanie für die Kampfmittelbeseitigung zuständig. Diese unterstützen auch Kräfte des Heeres bei Landoperationen in der Kampfmittelbeseitigung.

## Kampfmittelbeseitigung international
International wird Kampfmittelbeseitigung oft mit dem englischsprachigen Begriff „Demining“ bezeichnet. Studien dazu wurden unteren anderem von der „University of Western Australia“ herausgegeben. Die „United States Environmental Protection Agency“ ist zentral für die USA für Aufgaben des Kampfmittelräumdienstes zuständig und arbeitet mit dem „Office of the Under Secretary of Defense For Acquisition, Technology, and Logistics Washington“ insbesondere bezüglich der Gefahreneinschätzung zusammen.